# Спрэдлин Вулф, Ким
Ки́мберли Брук «Ким» Спрэ́длин (англ. Kimberly Brooke «Kim» Spradlin; 30 января 1983) — американская стендап-комедиантка, владелица свадебного салона и телевизионная персона, наиболее известная как победительница «Survivor: One World» и получившая приз в $1 000 000.

## Survivor: One World
Несмотря на то, что Ким была одним из самых тихих участников сезона, Ким привлекла внимание Алиши Роуз во время похода в лагерь женского племени, потому что она проявила качества сильного игрока. В итоге Спрэдлин удалось победить и получить приз в $1 000 000, а также $100 000 дополнительно в качестве приза зрительских симпатий.

## Личная жизнь
С 16 марта 2013 года Ким замужем за Брайаном Вулфом. У супругов есть трое детей: сын Майкл Томас Вулф (род. 08.02.2014), дочь Огест Джейн Вулф (род. 27.05.2015) и ещё один сын — Уолт Вулф (род. 01.06.2016).